# コルス地方公共団体
コルス地方公共団体（コルスちほうこうきょうだんたい、Collectivité Territoriale de Corse、略称 CTC）は、フランス領のコルシカ島を統括する地方行政機関で、フランスの地域圏の一つ。首府はコルス＝デュ＝シュド県(Corse-du-Sud, 2A)にあるコルシカ島最大の都市アジャクシオ(Ajaccio)。

## 歴史

### コルス地域圏
前身となるコルス地域圏（特別地位付地域圏 Région de Corse）は、1982年のフランスの地方分権により、他の地域圏とともにフランスの地方公共団体となる。コルシカ島以外の地域については現在も地域圏であるが、コルシカ島については1991年のジョックス法（コルス地方公共団体に関する1991年5月13日の法律第91-428号）により他の地域圏にはない組織と権限が付与され、現在の形となった。
ただし、広義には地域圏の一つとして数えられることが多い。例えば、フランスの地方議会選挙では、CTCの議会であるコルス地域議会(Assemblée Territoriale de Corse)の議員選挙も他地域の地域圏議会（Conseil régional）と同日に行われる。また、CTCが設立した文化施設にはrégional（地域圏立）の名称が付与されることがある（例えばコルテのコルシカ博物館はMusée régional、ポルトヴェッキオの映画博物館はCinémathèque régionaleである）。
1982年から91年までのコルス地域圏は、1982年7月30日の法律第82-659号により、「特別地位 (statut particulier)」を有する地域圏と規定され、コルシカ島の言語、文化、教育、放送面において、フランス政府との協議が前提であるが、独自の政策を持つことができるようになる。1981年に設立されたコルシカ大学の研究プログラム、島内で放送されるフランス・テレビジョン（フランス3）やラジオ（ラジオ・フランス）での番組制作に関わる権限などである。また、他の地域圏にある経済社会諮問委員会に加え、コルスだけの文化教育諮問委員会が設けられた。この諮問委員会はコルシカ島の文化人や有識者で構成される。

## コルス地方公共団体とその組織・権限

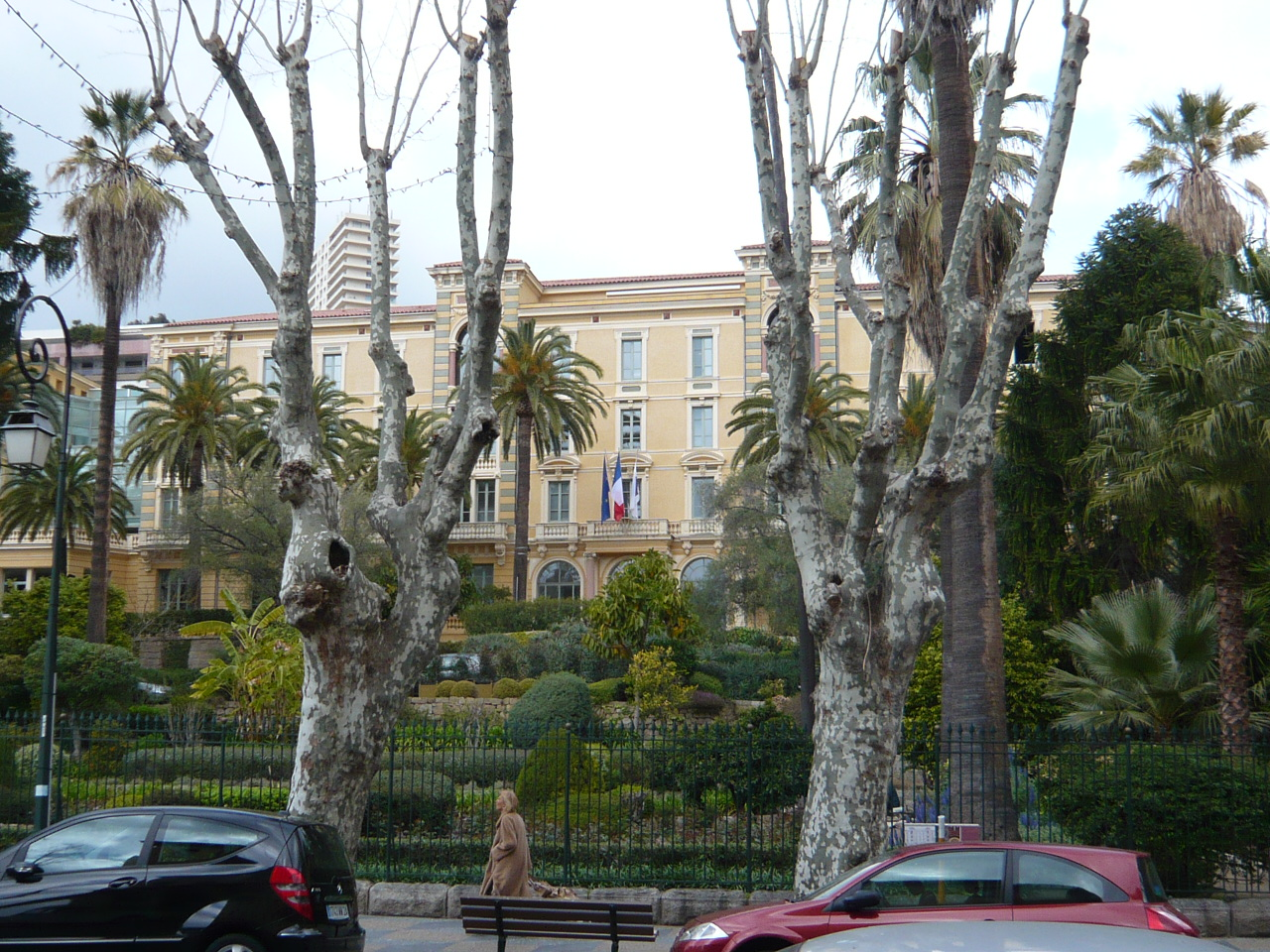
コルシカ地域議会。2008年3月撮影。

コルス地域圏は1991年にコルス地方公共団体に改組され、コルス地域圏議会は前述のコルス地域議会となったほか、審議権とは別に執行権を担う執行評議会(Conseil exécutif) が新設される。これは事実上、コルス地域議会の第一党議員により構成されるもので、その長である執行評議長が、コルス地方公共団体の最高責任者となる。
フランス本土の地域圏の責任者は地域圏議会長であり、コルス地域議会の議長は単に議会の運営においてのみ責任をもち、行政上の責任者は執行評議長である。コルス地方公共団体の制度上の大きな特徴は、審議権と執行権が明瞭に分離されている点である。
執行評議会はさらに評議長以下、5〜7名の評議員により構成される。評議員もコルス地域議会の第一党議員から選出される。各評議員はCTC各行政分野における責任者で、外局の長も兼任する。現在コルス地方公共団体には次のような外局がある。
- コルス観光局 (ATC)
- コルス運輸局 (OTC)
- コルス経済開発局（フランス語版） (ADEC)
- コルス環境局 (OEC)
- コルス農業農村開発局 (ODARC)
- コルス水利施設局 (OEHC)

コルス地方公共団体は従来の文化、教育、メディアに加え、上記の外局が担当する分野において、フランス本土の地域圏にはない権限が広範囲に認められている。またそのための財源確保についても特別な権限が付与され、「出入島税」（コルシカ島を発着する航空・船舶の料金に課金されるもの）の新設がその事例である。文化面でも上述の例に挙げたような文化施設の設置が認められている。

### 現状
コルス地方公共団体は2002年2月の法律によりさらに権限が強化される。このときの法律により、原則としてコルシカ島の学校ではすべてでコルシカ語が教えられることになった。
地域圏設置以前からある2つの県（デパルトマン、département）と360余りある市町村（コミューン、commune）との整合性が議論され、2003年7月には当時のニコラ・サルコジ内務大臣の主導により、コルシカ島の2県および県議会を廃止し、これをCTCに統括させる案がコルシカ島民の住民投票にかけられたが、僅差で否決された。
しかし、この統括案は、2015年の法律により2018年1月実施されている。2県の県議会と県庁の機能と権限が廃止され、CTCに移譲された。このことで、CTCの権限がさらに大きくなり、51人であったコルス議会の議員定数が63人に拡大された。

## 行政区画

上:オート＝コルス県
下:コルス＝デュ＝シュド県

| 名称                                | 人口(人) | 州都/主府/本部       | 備考                   |
| ----------------------------------- | -------- | -------------------- | ---------------------- |
| コルス＝デュ＝シュド県 Corse-du-Sud | 145,846  | アジャクシオ Ajaccio | 1975年にコルス県を分割 |
| オート＝コルス県 Haute-Corse        | 168,640  | バスティア Bastia    | 1975年にコルス県を分割 |